# دیوان عالی کره جنوبی
دیوان‌عالی کره جنوبی عالی‌ترین دادگاه در کره جنوبی است که در شهر سئول واقع شده‌است. اصل یکصد و یکم تا صد و دهم قانون اساسی کره جنوبی، وظایف دیوان‌عالی را تعریف و اختیارات و مسئولیت‌های آن را برشمرده است. اگرچه دیوان‌عالی، بلندپایه‌ترین مرجع قضائی برای بیشتر مسائل حقوقی است اما دادگاه قانون اساسی کره، آخرین دادگاه برای قضاوت مسائل تخصصی‌تر در مورد قانون اساسی مانند استیضاح رئیس‌جمهور یا انحلال احزاب سیاسی است.